# لیگ برتر فوتبال بلاروس
 لیگ برتر فوتبال بلاروس  (به بلاروسی: Вышэйшая ліга, top league) معتبرترین لیگ فوتبال در کشور بلاروس است که از سال ۱۹۹۲ تاکنون برگزار می‌شود. این لیگ از ۱۲ تیم که از سراسر کشور بلاروس در آن شرکت می‌کنند برگزار می‌شود.
باشگاه فوتبال باته بوریسف با ۱۵ قهرمانی پرافتخارترین تیم این سری مسابقات به حساب می‌آید.

## پرافتخارترین باشگاه‌ها
| باشگاه        | قهرمانی |
| باته بوریسف   | ۱۱      |
| دینامو مینسک  | ۷       |
| اسلاویا مازیر | ۲       |